# Newenden
Newenden is een civil parish in het bestuurlijke gebied Ashford, in het Engelse graafschap Kent met 223 inwoners.